# Adolph Witzel

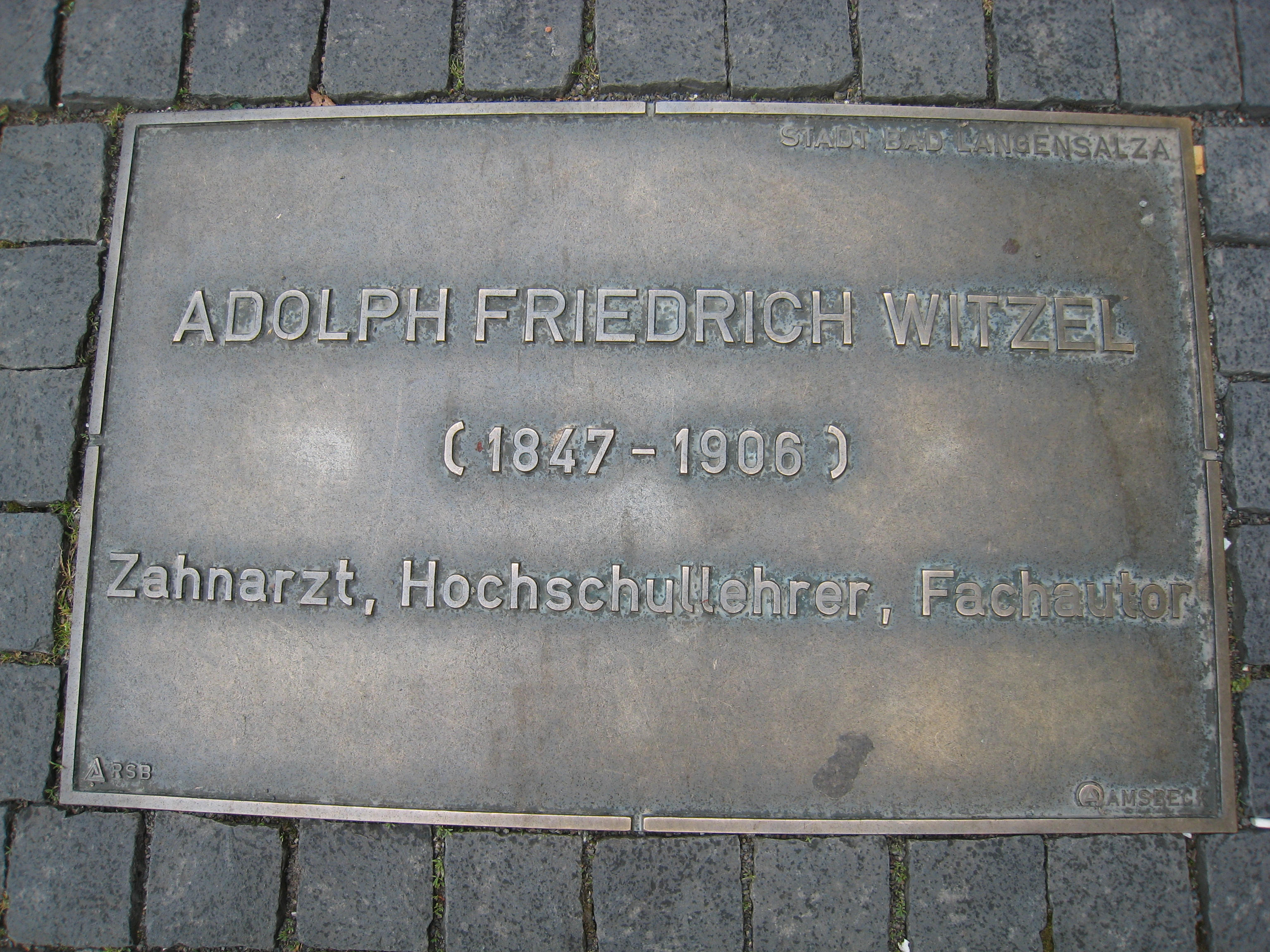
Gedenktafel in der Markstraße in der Geburtsstadt Bad Langensalza

Adolph Friedrich Witzel (* 14. Juni 1847 in Langensalza, Provinz Sachsen, Königreich Preußen; † 12. Juni 1906 in Bonn) war ein deutscher Zahnmediziner.

## Leben
Adolph Witzel wurde als erster Sohn der elfköpfigen Familie eines Barbiers und Heilgehilfen geboren und frühzeitig auf die Bedeutung der universitären Ausbildung aufmerksam. Nach dem Studium an der Universität Berlin (1866–1868) widmete er sich in Essen als niedergelassener Zahnarzt auch wissenschaftlichen Studien, insbesondere der Einführung der Lister’schen Antisepsis in die Behandlung der Pulpakrankheiten. Von 1882 studierte zusätzlich an der Universität Heidelberg und wurde 1884 zum Dr. med. promoviert. Nach seiner Habilitation 1892 an der Universität Jena lehrte er als Privatdozent Zahnheilkunde, wurde 1894 erster Direktor des Zahnärztlichen Instituts und  1896 zum a. o. Professor für Zahnheilkunde berufen. Der Schwerpunkt seiner Studien war die Histologie und mikroskopische Anatomie der Zähne. Er gilt als Mitbegründer der wissenschaftlichen Zahnheilkunde, speziell der Endodontie. 1899 brach er seine Lehrtätigkeit aus gesundheitlichen Gründen ab und war nach seiner Genesung noch wenige Jahre als Zahnarzt in Bonn und in der zahnärztlichen Fortbildung tätig.
Witzel war seit dem 22. April 1903 Mitglied der 1857 in Bonn wiederbegründeten Freimaurerloge Friedrich Wilhelm zum Eisernen Kreuz.
Auch seine jüngeren Brüder haben den Beruf des Mediziners ergriffen: Geheimrat Prof. Dr. Oskar Witzel (1856–1925, Chirurg in Düsseldorf), Karl Witzel (1859–1916, Zahnmediziner in Dortmund), Anton Witzel (1861–1933, Zahnmediziner in Wiesbaden) und Prof. Dr. Julius Witzel (1863–1914, Zahnmediziner an der Universität Marburg).

## Bücher
- Die antiseptische Behandlung der Pulpakrankheiten des Zahnes. Commissionsverlag von C. Ash und Sons, Berlin 1879.
- Compendium der Pathologie und Therapie der Pulpakrankheiten. Verlag H. Risel Comp. Hagen 1886.
- Das Füllen der Zähne mit Amalgam. Berlinische Verlagsanstalt 1899.